# Vereeniging van Joden in België
De  Vereeniging van Joden in België of VJB (Frans: Association des juifs en Belgique, AJB) was een organisatie van in België verblijvende Joden tijdens de Tweede Wereldoorlog, opgericht door de Duitse bezetter. Het beweerde een politiek van het minste kwaad te voeren, maar het verzet zag in de VJB een orgaan dat de controle over de Joodse bevolking moest vergemakkelijken. De bedoeling van de nazi's was inderdaad om de Joden zelf de gevolgen te doen dragen van de Duitse politiek, zowel hun voorlopige overleving als hun geplande uitroeiing. De vereniging werd ontbonden twee weken vóór de bevrijding. Een gerechtelijk onderzoek naar de VJB na de oorlog liep uit op een klassering zonder gevolg.

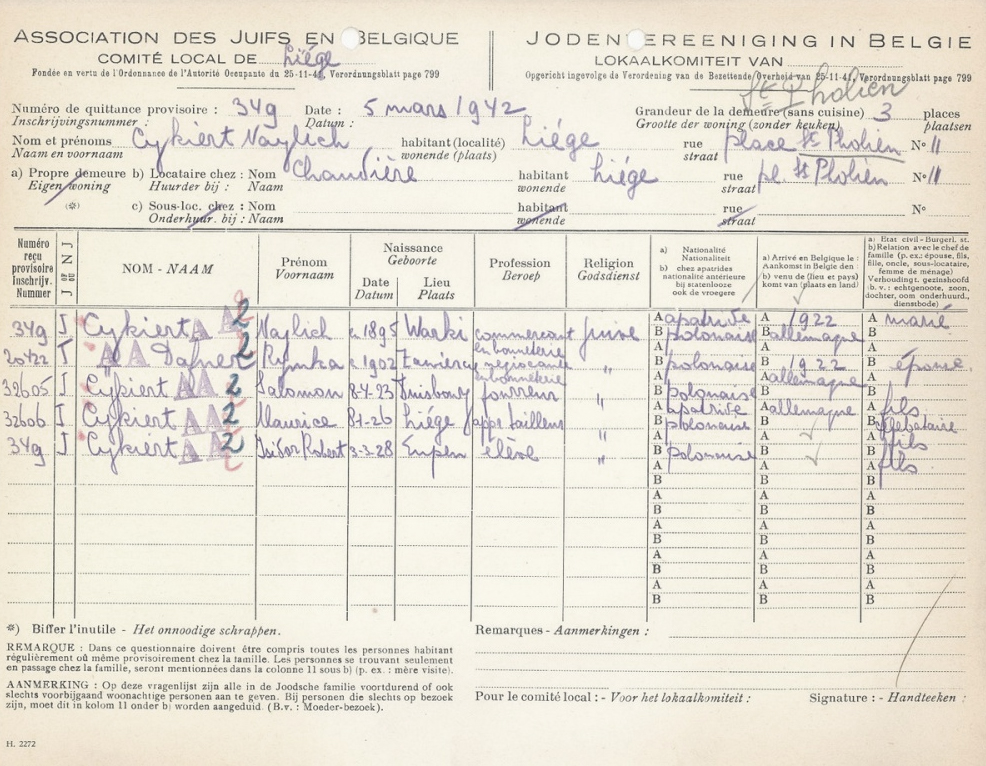
Gezinsfiche opgesteld door de VJB in 1942

## Geschiedenis
De VJB werd opgericht door een Duitse verordening van 25 november 1941, naar het model van de Reichvereinigung der Juden in Deutschland. Ze beschikte over lokale comités in de grote steden (Antwerpen, Brussel, Charleroi, Gent en Luik) en speelde noodgedwongen een centrale rol in de uitvoering van tal van anti-Joodse maatregelen. Ze kreeg als zetel een gebouw toegewezen te Brussel (eerst aan de Handelskaai, dan aan de Zuidlaan 56 en 43). Als eerste voorzitter werd opperrabbijn Salomon Ullmann aangewezen. Hij nam ontslag na de eerste razzia's en werd opgevolgd door Marcel Blum. Alle Joden werden verplicht aangesloten bij de VJB.
De Duitse verordening van 11 maart 1942 voerde de verplichte tewerkstelling voor Joden in. Op 13 juni 1942 organiseerde Organisation Todt een eerste konvooi met Joodse arbeiders naar Noord-Frankrijk. Tot 12 september 1942 zouden 2252 Joodse arbeiders worden gedeporteerd, grotendeels vanuit Antwerpen en ook uit Brussel, Charleroi en Luik. Vanaf 12 juni 1942 moest de VJB ook zorgen voor de verspreiding van de resterende Jodensterren. Ze verstuurde ook 12.000 'tewerkstellingsbevelen' die via de Dossinkazerne naar Auschwitz leidden. Het eerste konvooi vertrok op 4 augustus 1942.
De week voordien, op 25 juli 1942, hadden partizanen de VJB-zetel aangevallen en waren ze erin geslaagd fiches te vernietigen. Op 29 augustus 1942, bij klaarlichte dag, werd directielid Robert Holzinger doodgeschoten op straat door een verzetscommando. De dader, Wladek Rakover, werd aangehouden en op 6 januari 1943 gefusilleerd.
Naar aanleiding van deze verzetsdaden riep Kurt Asche, hoofd van de Judenabteilung, de leiders van het VJB naar zijn kantoor op de Louizalaan. Hij betichtte Ullman, Benedictus, Van den Berg, Blum en Hellendahl van sabotage en liet hen arresteren. Van de kelders van de Louizalaan werden ze op 24 september overgebracht naar Breendonk, tot een tussenkomst bij Eggert Reeder op 3 oktober hun vrijlating bewerkstelligde.
Als antwoord op het VJB richtte het Onafhankelijkheidsfront in september 1942 het Joodsch Verdedigingscomiteit op. Het koos bewust voor clandestiniteit. Sommige leden van het VJB, zoals Chaïm Perelman en Maurice Heiber, maakten er deel van uit.

## Taken
Het VJB was belast met materiële bijstand aan de Joden in België. Het beheerde tehuizen voor kinderen en bejaarden, en zorgde voor Joods onderwijs na de segregatie van 1 december 1941.
De kwalijkste bijdrage van het VJB was wellicht het registreren van Joden.

## Bestuur
Het zevenkoppige directiecomité van de VJB bestond uit:
- Salomon Ullmann, voorzitter vanaf 22 december 1941, in oktober 1942 opgevolgd door Marcel Blum
- Nico Workum, vicepresident
- Salomon Van den Berg, meubelverkoper uit Brussel
- Maurice Benedictus, sigarenfabrikant uit Antwerpen
- Joseph Teichmann, Antwerpen, in april 1942 opgevolgd door David Lazer
- Noé Nozice, bonthandelaar uit Luik
- Juda Mehlwurm, handelaar uit Charleroi, in december 1942 opgevolgd door Louis Rosenfeld

## Voetnoten
1. ↑  Pierre Broder, Des Juifs debout contre le nazisme, EPO, 1994, p. 126 e.v.
2. ↑  Paul Aron en José Gotovitch, Dictionnaire de la Seconde Guerre mondiale en Belgique, Brussel, 2008
3. ↑  Kazerne Dossin, archieven Martin Buber[dode link]
4. ↑  Verordening van 25 November 1941 betreffende de oprichting
van een vereeniging der Joden in België
5. ↑  Bernard Suchecky, Résistances juives à l'anéantissement, Luc Pire, Brussel, 2007, p. 210-211